# Escut de Beniardà
L'escut de Beniardà es un símbol representatiu oficial de Beniardà, municipi del País Valencià situat a la comarca de la Marina Baixa. Té el següent blasonament:
| « | Escut quadrilong de punta redona, truncat. Al primer quarter, en camp de gules, un Agnus Dei passant d'argent, nimbat d'or amb una banderola d'argent carregada amb una creu plena de gules i amb l'asta d'or. Al segon quarter, en camper d'or, quatre pals de gules; ressaltant d'una banda d'atzur, sembrada de flors de lis d'or. Al timbre, corona reial oberta. | » |

## Història
L'escut fou aprovat per Resolució de 4 de novembre de 1999, publicada en el DOGV núm. 3.638, de 2 de desembre de 1999.
L'anyell és l'atribut de sant Joan Baptista, patró del poble. A sota es representen les armes dels ducs de Gandia i comtes de Dénia, senyors de Beniardà als segles xiv i xv.